# 亀谷俊司
亀谷俊司（かめたに しゅんじ、1910年7月11日 - 2010年4月2日）は、日本の数学者。

## 人物・来歴
東京に生れる。1936年東京帝国大学理学部卒業。45年「ハウスドルフ測度と一般化された容量に就いて其の函数論への応用二,三」で理学博士。多賀高等工業學校教授、東京女子高等師範学校教授、1949年お茶の水女子大学助教授、教授、1976年定年退官、名誉教授。99歳で没、没後正四位。

## 著書
- 『初等解析学 第1』(岩波全書 岩波書店, 1953
- 『初等解析学 第2』(岩波全書) 岩波書店, 1958
- 『集合と位相』(朝倉数学講座 朝倉書店, 1961
- 『集合と位相演習』(朝倉数学講座 朝倉書店, 1962
- 『ルベーグ積分入門』(広川数学シリーズ 広川書店, 1967
- 『解析学入門』(基礎数学シリーズ 朝倉書店, 1974

### 共編著
- 『よくわかる一般数学 上卷』亀谷俊司 等編. 実業教科書, 1950
- 『微分積分学 基礎課程』彌永昌吉,田村二郎共著. 裳華房, 1951.4
- 『数表 数学公式集』伊藤豊吉共著. 市ヶ谷出版社, 1953
- 『高校生の数学シリーズ』全6巻 横地清共編. 国土社, 1965-66